# Гюрбулак
Гюрбулак е село в област Догубеязит на провинция Агръ в източна Турция. Това е граничния контролно-пропускателен пункт към Иран. Селището има население от 2.148 души и маркира източната граница на държавния път D.100 и европейския път E80,